# Rob Widdershoven
Robbert Joseph Guillaume Marie „Rob“ Widdershoven (* 6. Februar 1959 in Heerlen) ist ein niederländischer Rechtswissenschaftler und Hochschullehrer an der Universität Utrecht. 

## Leben und Wirken
Widdershoven studierte nach dem Abitur 1977 am Bernardinuscollege in seiner Heimatstadt Heerlen Rechts- und Staatswissenschaften an der Universität Utrecht. 1983 legte er dort sein Examen ab. Ab 1987 war er als Assistenzprofessor am Niederländischen Institut für Sozial- und Wirtschaftsrecht der Universität Utrecht tätig. Dort wurde er 1989 mit der von Gio ten Berge und Frits Stroink betreuten verwaltungsrechtlichen Schrift „Gespecialiseerde rechtsgangen in het administratieve recht“ zum Dr. iur. promoviert. Ein Jahr später wurde er in Utrecht zum außerordentlichen Professor für Umweltrecht an der Universität Utrecht ernannt. 1993 wurde er dort außerordentlicher Professor für Allgemeines Verwaltungsrecht. Seit 1997 hat er schließlich die ordentliche Professur für europäisches Verwaltungsrecht an der Universität Utrecht inne.
Widderhovens Forschungsschwerpunkte liegen vor allem im Einfluss des europäischen Rechts auf die Verwaltungsrechtssysteme der Mitgliedstaaten, insbesondere in den Bereichen des gerichtlichen Rechtsschutzes einschließlich der Gerichtsverwaltung, der Rechtsdurchsetzung und der allgemeinen Rechtsgrundsätze. Hinzu kommen zwei aktuelle Projekte, in deren Rahmen er im Auftrag der niederländischen Regierung das neue Rechtsschutzsystem in Steuerangelegenheiten bewertet sowie eine vergleichende Studie zur grenzüberschreitenden Zusammenarbeit in Durchsetzungsangelegenheiten durchführt.
Der Name der Familie würde sich auf die ehemalige Limburger Gemeinde Widdershoven bei Kortessem beziehen.